# Полет 816 на „Пан Ам“
Полет 816 на „Пан Ам“ е редовен международен пътнически полет от международно летище „Окланд“, Оукланд, Нова Зеландия, до международното летище в „Сан Франциско“, Сан Франциско, Калифорния, Съединените американски щати, с планирани междинни кацания в Папеете (Френска Полинезия) и Лос Анджелис (САЩ), управляван от „Пан Ам“. На 22 юли 1973 г. самолетът „Боинг 707-321B“, който изпълнява полета, се разбива в морето до летището в Папеете 30 секунди след излитане и убива 78 души от общо 79 пътници и екипаж на борда на машината.
Смята се, че звукозаписващото устройство в пилотската кабина и това за данните на полета потъват във водата на дълбочина от 700 м и никога не са извадени. Вероятната причина за инцидента е повреда по време на маневра за изкачване, но тъй като липсват данните от устройствата на самолета, тя не е категорично установена.